# Mimophisma
Mimophisma là một chi bướm đêm thuộc họ Erebidae.

## Loài
- Mimophisma delunaris Guenée, 1852